# The Brothers Grimm (película de 2005)
The Brothers Grimm (titulada El secreto de los Hermanos Grimm en España y Los Hermanos Grimm en Hispanoamérica) es una película de aventura y fantasía de 2005 dirigida por Terry Gilliam y protagonizada por Matt Damon, Heath Ledger, Lena Headey, Peter Stormare, Jonathan Pryce y Monica Bellucci.
La vida de la remota campiña alemana del siglo XIX, que vivía inmersa en un mundo de mitos y creencias, chocó de frente con el espíritu ilustrado de los invasores napoleónicos creando un conflicto que Terry Gilliam quiso reflejar en The Brothers Grimm. Matt Damon y Heath Ledger dan vida a estos dos hermanos que, sin saberlo, deben enfrentarse cara a cara con sus propias fantasías.

## Sinopsis
Esta es una historia de los Hermanos Grimm (la película inventa detalles que nada tienen que ver con la vida real de los auténticos hermanos Grimm). Los dos intentan ganarse la vida engañando a los pobres lugareños. Les cuentan historias de maldiciones, espíritus y fantasmas que los acechan, para posteriormente salvarlos mediante exorcismos y rituales varios a cambio de algo de dinero. Juntos recorrieron muchos caminos coleccionando y difundiendo cuentos de hadas, bestias y brujas diabólicas hasta que, en una ocasión, acusados por las autoridades francesas por estafadores, son obligados a ir a un pequeño pueblo donde han desaparecido varias niñas, obligando a los padres a vestirlas como varones. 
Inicialmente piensan que los responsables son otros embaucadores como ellos, pero el problema surge cuando descubren que pesa sobre el pueblo una maldición real, relacionada con un bosque encantado en el que han desaparecido las niñas. Con ayuda de Angélica, una cazadora, descubren que una malvada bruja es la que hace desaparecer a las niñas, haciéndolas dormir para volver a ser joven y bella. En esta película aparecen en el pueblo La Cenicienta, Caperucita Roja, Hansel y Gretel, Rapunzel, entre otros personajes que forman parte de los Cuentos de la infancia y el hogar, de los hermanos Grimm.

## Argumento
Wilhelm "Will" Grimm (Matt Damon) y Jakob "Jake" Grimm (Heath Ledger) llegan a la Confederación del Rin, ocupada por Francia durante las Guerras Napoleónicas. En Karlstadt liberan al pueblo del fantasma de una bruja. Después de matar al "fantasma", se revela que los Hermanos Grimm en realidad han creado una bruja falsa para engañar al pueblo. Después, mientras celebraban su hazaña, un torturador italiano llamado Mercurio Cavaldi (Peter Stormare), los lleva al general francés Delatombe (Jonathan Pryce). Delatombe tras acusarlos de estafadores les obliga a resolver un misterio: investigar la desaparición de varias chicas de la pequeña aldea de Marbaden que los habitantes del pueblo achaca a seres sobrenaturales. Los Grimm son encargados de encontrar al responsable y pronto descubren que se trata de una fuerza sobrenatural real: una hermosa pero peligrosa reina de Turingia de 500 años de edad que secuestra a las jóvenes para recuperar su belleza. 
Will y Jake tienen una relación complicada; Jake, que es el más joven, es protegido constantemente por Will que siente que necesita protegerle. Will a menudo discute con Jake (todo data de su infancia, cuando Jake gasta en "judías mágicas" el dinero que se iba a utilizar para la medicina de su hermana moribunda, creyendo que así iba a ayudarla) y constantemente está dándole órdenes. Will es un mujeriego y quiere ganar dinero, mientras que Jake está más interesado en los cuentos de hadas y en vivir aventuras, y siempre lleva un libro con él donde anota cada aventura que viven. Jake siente que a Will no le importa ni cree en él, y éste, a su vez, está constantemente frustrado por la manera tan espontánea en la que Jake actúa, lo que dificulta a Will la tarea de protegerlo.
Hace mucho tiempo, el rey Childerico I llegó al bosque para construir una ciudad, mientras que la reina experimentó con magia negra para conseguir la vida eterna. Una plaga se extendió por la tierra y ella se escondió en su torre, mientras que su marido y todo aquel que cayó enfermo perecieron. Antes de encerrarse en la torre, la reina consiguió de los aldeanos un hechizo que le concedió la inmortalidad, pero no la juventud y belleza. Su apariencia juvenil ahora solo existe en su espejo, la fuente de su vida, como una ilusión y nada más. Para recuperar su belleza tiene que beber la sangre de doce niñas, diez de las cuales ya han desaparecido en el bosque, gracias a la reina, un hombre lobo cazador, que le sirve y que tiene un hacha mágica para controlar al bosque encantado.
Los hermanos Grimm, con la ayuda de Cavaldi y de Angélica, una cazadora del pueblo, buscarán destruir a la reina del espejo. Tras la desaparición de otra chica, Cavaldi captura a los hermanos Grimm y a Angélica, y los entrega a Delatombe. Debido a que han fallado en su misión, Cavaldi recibe la orden de matar a los hermanos Grimm. Sin embargo, convencen a Delatombe de que la magia en el bosque es causada por rebeldes alemanes, por lo que el general los envía de vuelta para que los eliminen. 
Mientras Cavaldi se queda atrás con Angélica en la aldea, los hermanos intentan entrar en la torre. Después de confundir  con Jake a un maniquí que se estrelló contra la torre al ser lanzado por una catapulta, Will se da cuenta de que tiene que creer en su hermano y lo ayuda a subir a la torre. En el techo de la torre, Jake descubre doce criptas y deduce que, como ya han desaparecido diez niñas, desaparecerán dos más. Jake consigue entrar a la torre y descubre a la reina y el poder de su espejo. 
Mientras tanto, otra chica llamada Sasha es capturada por un monstruo de barro a pesar de los esfuerzos de Angélica y Cavaldi por salvarla. Cuando el cuerpo de Sasha sale de un pozo junto a la torre, el hombre lobo se la lleva a una tumba. Will se enfrenta a él para salvar a Sasha, mientras Jake trata de escapar de la torre. Termina saltando, agarrado a una de las trenzas de la reina, y cae sobre el hombre-lobo, salvando a Will.
Después de rescatar a Sasha y de tomar el hacha mágica del hombre lobo, los hermanos Grimm regresan a la aldea. Sin embargo, Delatombe llega captura a los hermanos y los acusa de ser un fraude. Los soldados franceses queman el bosque, con los hermanos Grimm atados entre los árboles, algo que Cavaldi lamenta. Angélica se acerca a los Grimm y los suelta. Los tres se internan en el bosque para escapar a las llamas, pero se encuentran con el hombre lobo, que resulta ser el padre de Angélica. El invierno anterior, estuvo a punto de morir congelado, hasta que los cuervos, bajo las órdenes de la reina, lo llevaron a la torre. Ahí, la reina clavó un pico encantado en su pecho, hechizándolo y haciendo que viviera.
Los hermanos advierten a Angélica que su padre trata de matarla y pelean con él. Angélica cae a un lago, donde se ahoga, convirtiéndose en la 12.ª víctima. Los hermanos llegan a la torre mientras que la Reina sopla un viento helado que apaga el fuego forestal. Delatombe se da cuenta de que los hermanos Grimm han escapado y va tras ellos junto con Cavaldi. Cuando este se niega a matar a los hermanos Grimm, Delatombe le dispara. Pleando contra Will, muere empalado.
Will y Jake entran en la torre. Por accidente, agarran un par de cuchillos encantados. La reina hace que peleen y Will termina sacrificándose para que su hermano rompa la maldición de la reina. No obstante, Will no muere, sino que cae bajo el hechizo de la Reina, quien toma el pico encantado del pecho del padre de Angélica y se lo clava a Will. Jake rompe el espejo encantador de la torre, impidiendo a la reina completar el hechizo que restaurará su juventud. Esto hace que la reina empiece a desintegrarse, convirtiéndose en pedazos de vidrio que se vuelven cenizas. Con sus últimas fuerzas, el padre de Angélica destruye el resto del espejo al saltar por la ventana con él. Will, en un intento de salvar a la reina, intenta recuperar el espejo y cae junto con el padre de Angélica. 
En el exterior, Cavaldi descubre que sobrevivió, protegido del disparo de Delatombe por una armadura que tomó prestada a los hermanos Grimm. Encuentra el cuerpo de Will y recita una maldición italiana, mientras la torre se cae a pedazos. Jake se esconde entre los muchos colchones de la cama de la reina, para sobrevivir a la caída. 
Cavaldi lo encuentra entre las ruinas y le dice a Jake que puede romper el hechizo si despierta a Angélica con un beso, tal como él había escuchado que pasaba en un cuento antiguo. Jake despierta a Angélica, lo que resucita a las otras chicas. Para "despertar" a Will, Angélica lo besa. Todos vuelven al pueblo. Con la amenaza destruida y la vuelta de sus hijas, los habitantes de Marbaden celebran una fiesta y dan su sincero agradecimiento a los hermanos con una fiesta. 
Cavaldi se queda en el pueblo y se une a sus habitantes para la fiesta. Angélica dice que los dos hermanos Grimm serán siempre bienvenidos al pueblo. Los Grimm deciden tomar una nueva profesión (probablemente escribir cuentos de hadas) a pesar de que ahora son buscados como criminales. Uno de los cuervos de la reina se va volando con el último trozo de su espejo, que todavía refleja la atenta mirada de la reina, y, presumiblemente, su alma.

## Crítica
La película juega con el mundo de ficción, que los hermanos Grimm recopilan de la mitología bávara, aunque realmente muy poco tenga que ver con la biografía de estos intelectuales hermanos de origen alemán. En términos generales, es una película entretenida y espectacular que reconstruye el universo mitológico de los Grimm; aunque es muy probable que se ajuste más a los cuentos originales que a las películas de Disney que se han realizado sobre estos relatos.